# Lamarche-en-Woëvre
Lamarche-en-Woëvre is een plaats en voormalige gemeente in het Franse departement Meuse in de regio Grand Est.

## Geschiedenis
Op 1 januari 1973 fuseerde Lamarche-en-Woëvre met Heudicourt-sous-les-Côtes en Nonsard tot de gemeente Madine. Deze gemeente werd op 1 januari 1983 opgeheven waarbij Heudicourt-sous-les-Côtes weer een zelfdstandige gemeente werd en Lamarche-en-Woëvre opgenomen werd in de op die dag gevormde gemeente Nonsard-Lamarche.

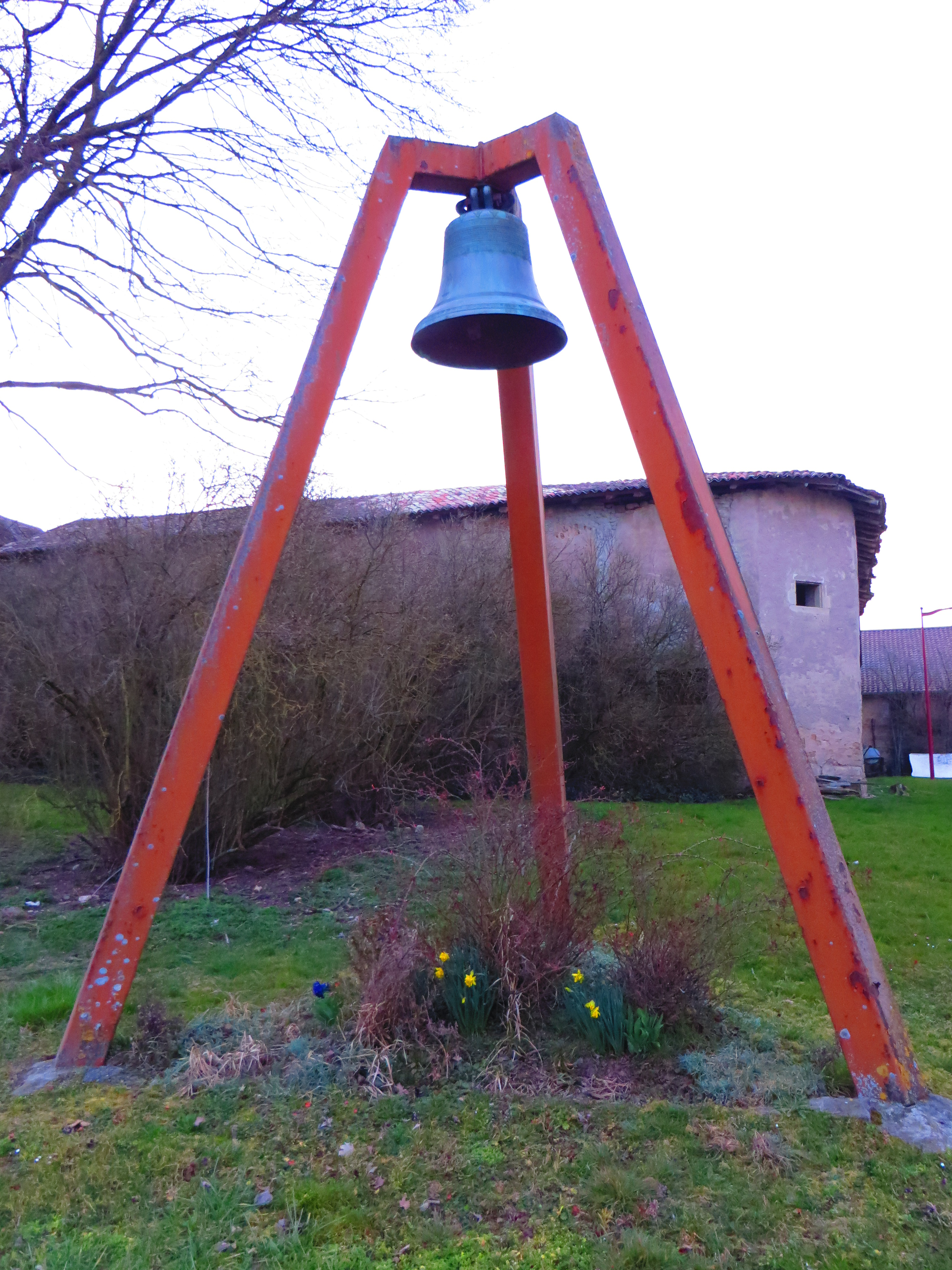
Klok van de in de Eerste Wereldoorlog verwoeste kerk